# 肯·芬奇
肯·芬奇（英語：Ken Finch，1936年6月9日—），澳大利亚男子篮球运动员。他曾随国家队参加了1956年夏季奥林匹克运动会男子篮球比赛，最终队伍获得第十二名。